# Best Bout Boxing
Best Bout Boxing es un juego de arcade de boxeo lanzado por Jaleco en 1994, donde los boxeadores tienen que competir por el "1993 Worldfreeweight Championship" lit. "Campeonato de peso libre mundial de 1993" (sin límite de peso).

## Boxeadores selecionables
- Jose Hum Dinger de México
- Biff Vulgue de Australia
- Carolde First de Gran Bretaña
- Jyoji Horiuchi de Japón
- Kim Hi-Soo de Corea del Sur
- Thamalati Zip de Tailandia
- Grute Smith de EE. UU.

- Datos: Q8247169